# Juan de Dios Hernández Ruiz
Juan de Dios Hernández Ruiz SJ (* 14. November 1948 in Holguín) ist ein kubanischer Geistlicher und römisch-katholischer Bischof von Pinar del Río.

## Leben
Juan de Dios Hernández Ruiz trat der Ordensgemeinschaft der Jesuiten bei, legte 1974 die Profess ab und empfing am 26. Dezember 1976 die Priesterweihe.
Papst Benedikt XVI. ernannte ihn am 3. Dezember 2005 zum Weihbischof in San Cristóbal de la Habana und Titularbischof von Cures Sabinorum. Die Bischofsweihe spendete ihm der Erzbischof von San Cristóbal de la Habana, Jaime Lucas Kardinal Ortega y Alamino, am 14. Januar des nächsten Jahres; Mitkonsekratoren waren Emilio Aranguren Echeverría, Bischof von Holguín, und Héctor Luis Lucas Peña Gómez,  Altbischof von Holguín.
Papst Franziskus ernannte ihn am 5. Juni 2019 zum Bischof von Pinar del Río. Die Amtseinführung fand am 13. Juli desselben Jahres statt.